# غربوز

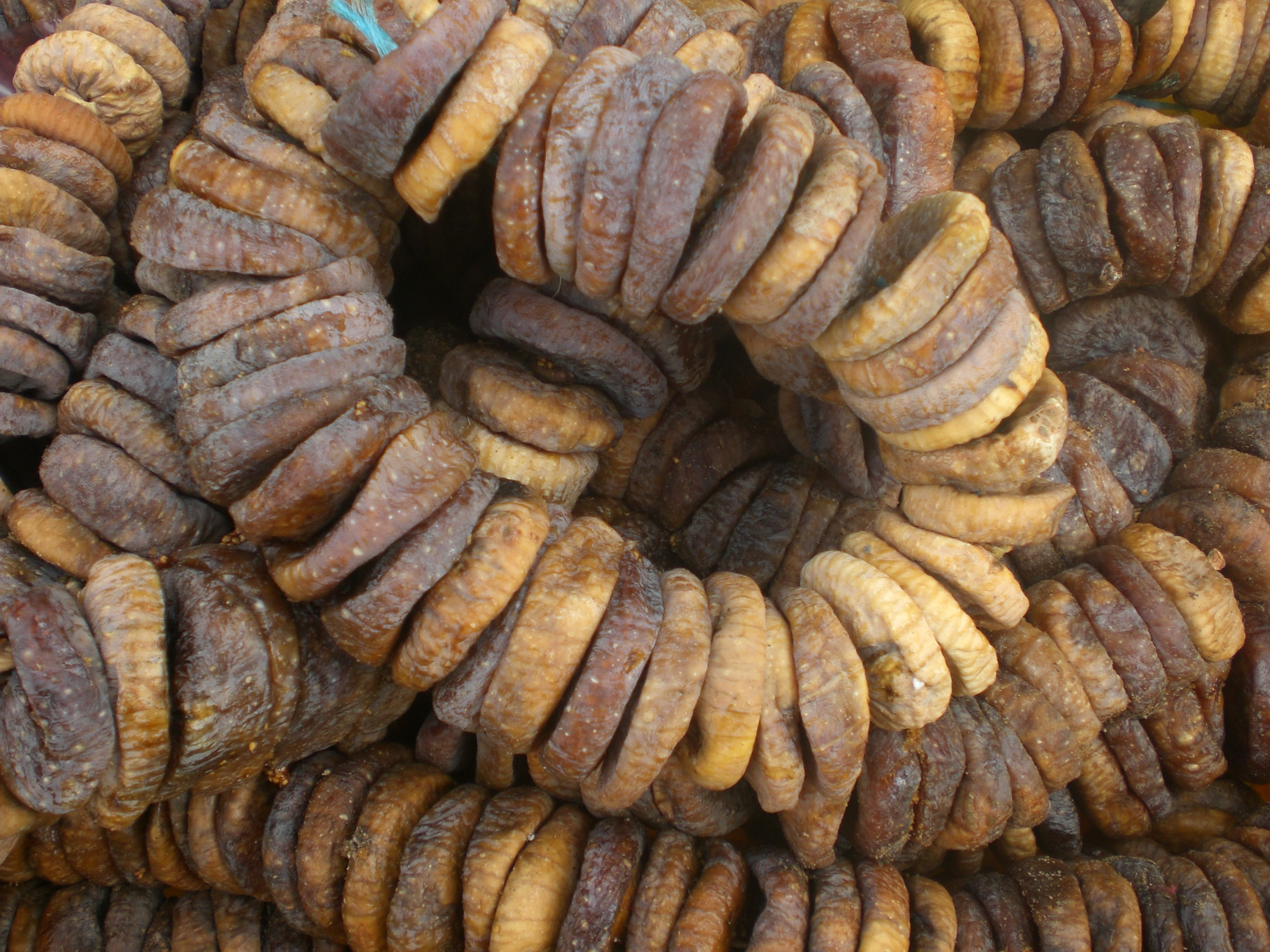
الغربوز

الغربوز (بفتح الغين وسكون الراء) هو التين المجفف، حيث يقع تجفيف التين الزائد عن الاستهلاك في بعض المناطق بالبلاد التونسية مثل جبل مطماطة، ليستهلك في بقية فصول السنة أو يقع ترويجه في مناطق أخرى في شكل قلائد طويلة.